# Ragheed Ganni
 (juillet 2025).
Ragheed Ganni, né le 20 janvier 1972 à Mossoul et assassiné dans cette même ville le 3 juin 2007, était un prêtre catholique appartenant à la communauté chaldéenne. Dans le cadre de la guerre d'Irak, il est enlevé par un commando terroriste islamiste alors qu'il célébrait la messe et finira égorgé. Considéré par un martyr par la minorité chrétienne irakienne, l'engouement populaire a poussé l'Église catholique a entamer la cause pour sa béatification.

## Biographie
Ragheed Ganni est issu d'une famille modeste et chrétienne, appartenant à l'Église catholique chaldéenne. Ingénieur diplômé de l'université de Mossoul en 1993, il cerne sa vocation sacerdotale et de 1996 à 2003 il étudie la théologie à l'université pontificale Saint-Thomas-d'Aquin de Rome. Il est ordonné prêtre le 13 octobre 2001. En plus de l'arabe, il parle l'araméen (langue liturgique des chaldéens), l'italien et le français. Il sera le correspondant de l'agence Asia News de l'Institut pontifical pour les missions étrangères. Ayant obtenu une licence en théologie œcuménique, il retourne en Irak, estimant que sa place est parmi son peuple. Il participe à la reconstruction morale et spirituelle de la population après le conflit ayant mis fin à la dictature de Saddam Hussein. Il organise des cours de théologie à Mossoul et vient en aide aux familles les plus touchées par la guerre. Il enverra des enfants se faire soigner dans des hôpitaux en Europe.
Dès 2004, il est l'objet de menaces à répétition et de tentatives d'assassinats de la part de groupes rebelles et de terroristes, se revendiquant d'Al-Qaïda en Irak. Il aurait pu se mettre en sécurité ou mener un ministère sacerdotal plus discret mais il pousse la population chrétienne à rester, rappelant que l'Irak est une terre chrétienne depuis le Ier siècle, fait le catéchisme aux enfants et célèbre la messe tous les jours dans la paroisse du Saint-Esprit à Mossoul. Il disait : "Sans la messe du dimanche, sans l’eucharistie, les chrétiens ne peuvent pas vivre en Irak".

### Menaces et assassinat
En 2007, la situation se dégrade. De nombreux prêtres du diocèse de Mossoul sont enlevés, des groupes islamistes veulent imposer un impôt aux chrétiens qui veulent rester et les églises sont l'objet d'attaques. Le 27 mai 2007, alors qu'il célèbre la Pentecôte, son église est visée par des explosions. Le dimanche suivant, 3 juin, un commando de terroristes fait irruption dans l'église alors que le Père Ragheed Ganni célèbre la messe. Il est enlevé avec trois de ses diacres et seront égorgés. Leurs corps seront jetés dans une voiture que les terroristes feront exploser. C'est seulement dans la soirée que la police, après avoir désamorcée le véhicule, retirera les corps.
L'assassinat de Ragheed Ganni est un choc pour la communauté chrétienne de Mossoul. De nombreux fidèles viennent se recueillir sur sa dépouille, exposé dans la cathédrale. L'archevêque, Mgr Paulos Faraj Rahho, n'hésitera pas de le qualifier de martyr. Ses funérailles sont célébrés en grande pompe par Mgr Rahho et le Patriarche de Babylone et des chaldéens, le cardinal Emmanuel III Karim Delly.

## Béatification
Ragheed Ganni est rapidement considéré comme un martyr par la communauté chrétienne en Irak. Au cours du Synode de l'Église catholique chaldéenne tenu du 21 au 28 septembre 2016, le patriarche Mgr Louis Sako propose l'ouverture de la cause en béatification de plusieurs martyrs irakiens, dont le Ragheed Ganni.
Le 1er mars 2018, dans une lettre signée par le cardinal Angelo Amato, la Congrégation pour les causes des saints donne son aval pour l'ouverture de la cause en béatification du Père Ganni et des trois diacres tués avec lui. L'enquête canonique est alors prise en charge par l'éparchie chaldéenne de Détroit, en raison de l'incapacité de l'archidiocèse de Mossoul de conduire la cause.
Le 31 août 2019, l'enquête diocésaine récoltant les témoignages en faveur de la sainteté et du martyre de Ragheed Gani est clôturée, et envoyée à Rome afin d'y être étudiée par la Congrégation pour les causes des saints.